# Прадес (гори)
Гори Прадес, також відомі як Мунтаньєс-де-Прадес, є великим вапняковим гірським масивом, що простягається між комарками Альт-Камп, Баш-Кемп, Конка-де-Барбера, Гаррігес і Пріорат в Каталонії, Іспанія. Вони є сайтом спільного значення.
Ці гори мають характерні великі та округлі скелясті виступи. Вони в основному густо заліснені дубом і соснами, а немісцевий каштан пристосувався до місцевих лісів.

## Географія
Хребет простягається зі сходу на захід і є частиною Каталонського Прибережного хребета. Головна вершина — Тоссаль-де-ла-Бальтасана (1203 м), інші вершини — Мола-д'Естат (1127 м), Мола-дельс-Куатре-Термес (1117 м), Ла-Муссара (1055 м) і Пунта-де-ла-Барріна (1013 м). Гора Тоссаль-де-ла-Кре заввишки 731 м є видимою пам’яткою з монастиря Поблет, розташованого біля підніжжя хребта.
Річка Франколі бере свій початок у цих горах, а також інші менші місцеві річки.

## Муніципалітети
Гори Прад — це великий масив із багатьма меншими підланцюгами, що простягаються на такі муніципальні території: Л'Альбіоль, Альковер, Л'Алейсар, Альфорха, Альмостер, Арболі, Капафонтс, Корнуделла де Монтсан, Л'Есплуга де Франколі, Ла Фебро, Монблан, Мон-Раль, Ла-Побла-де-Серволес, Прадес, Ла-Ріба, Ла-Сельва-дель-Камп, Уллдемолінс, Валклара, Вілаплана, Віланова-де-Прадес, Вілаверд, Ель-Вілосель і Вімбоді-і-Поблет.

## Галерея

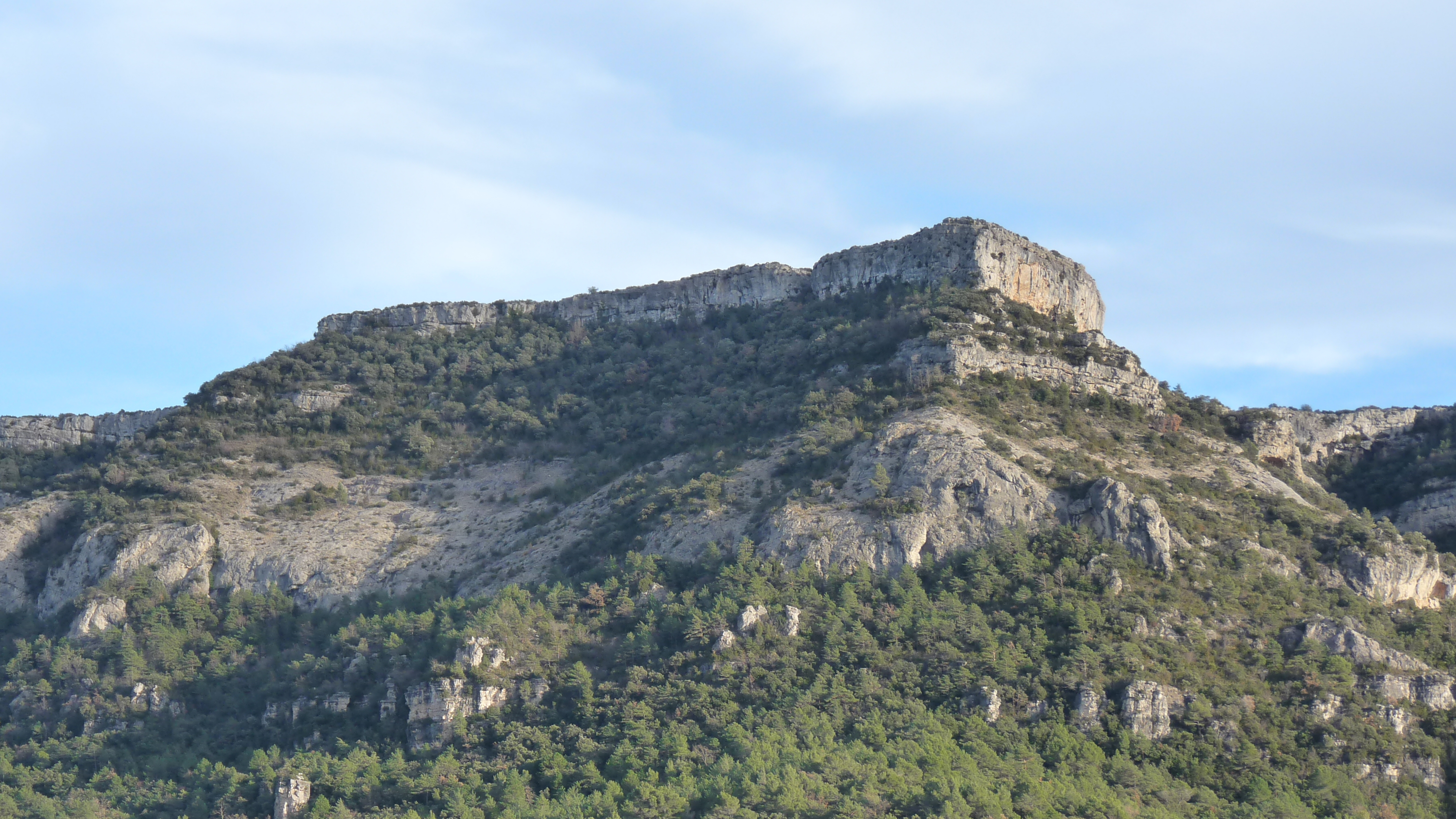
Масив Пенья Роха
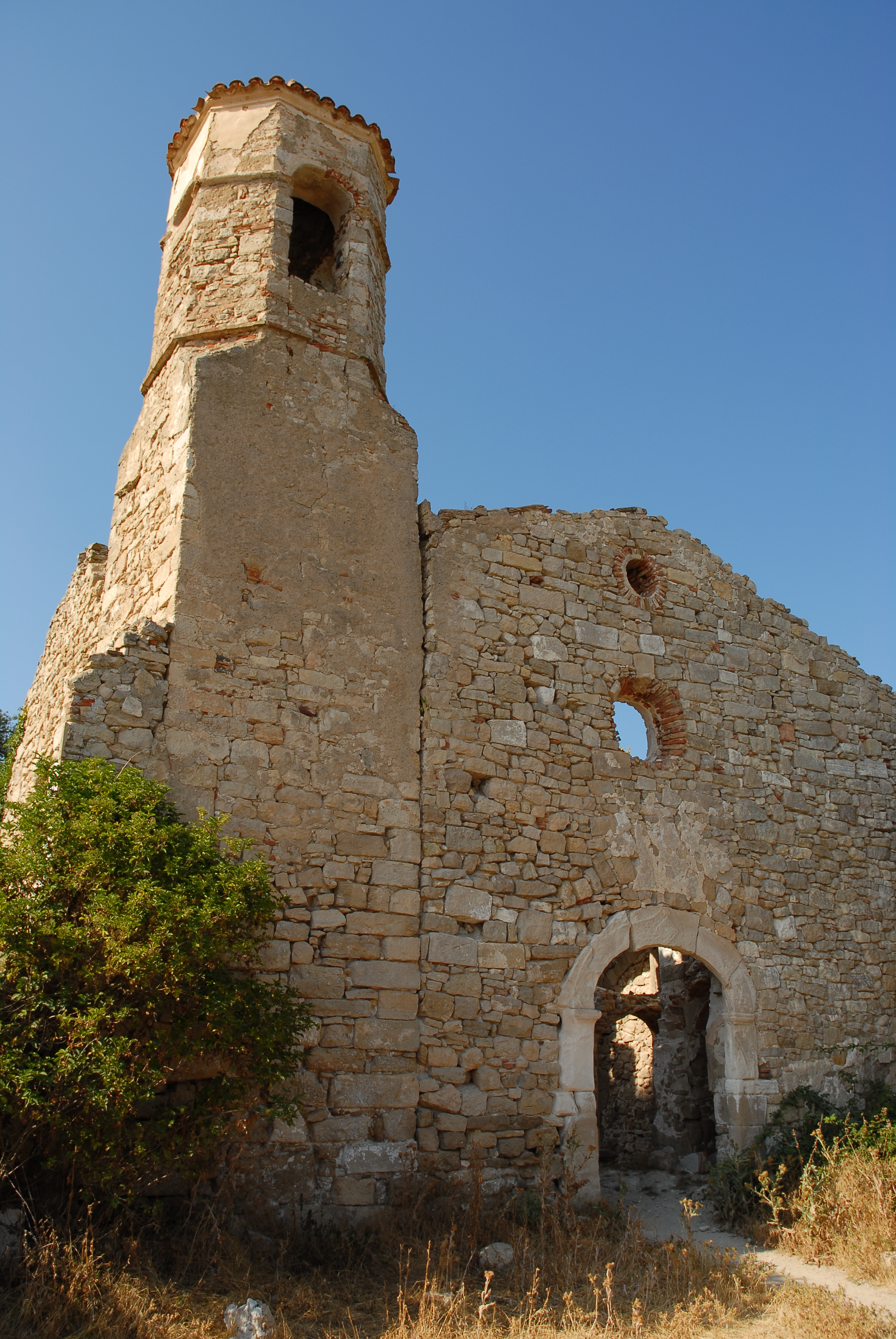
Руїни церкви Ла-Мусара, покинутого міста в Серра-де-ла-Муссара, підхребті гір Прад
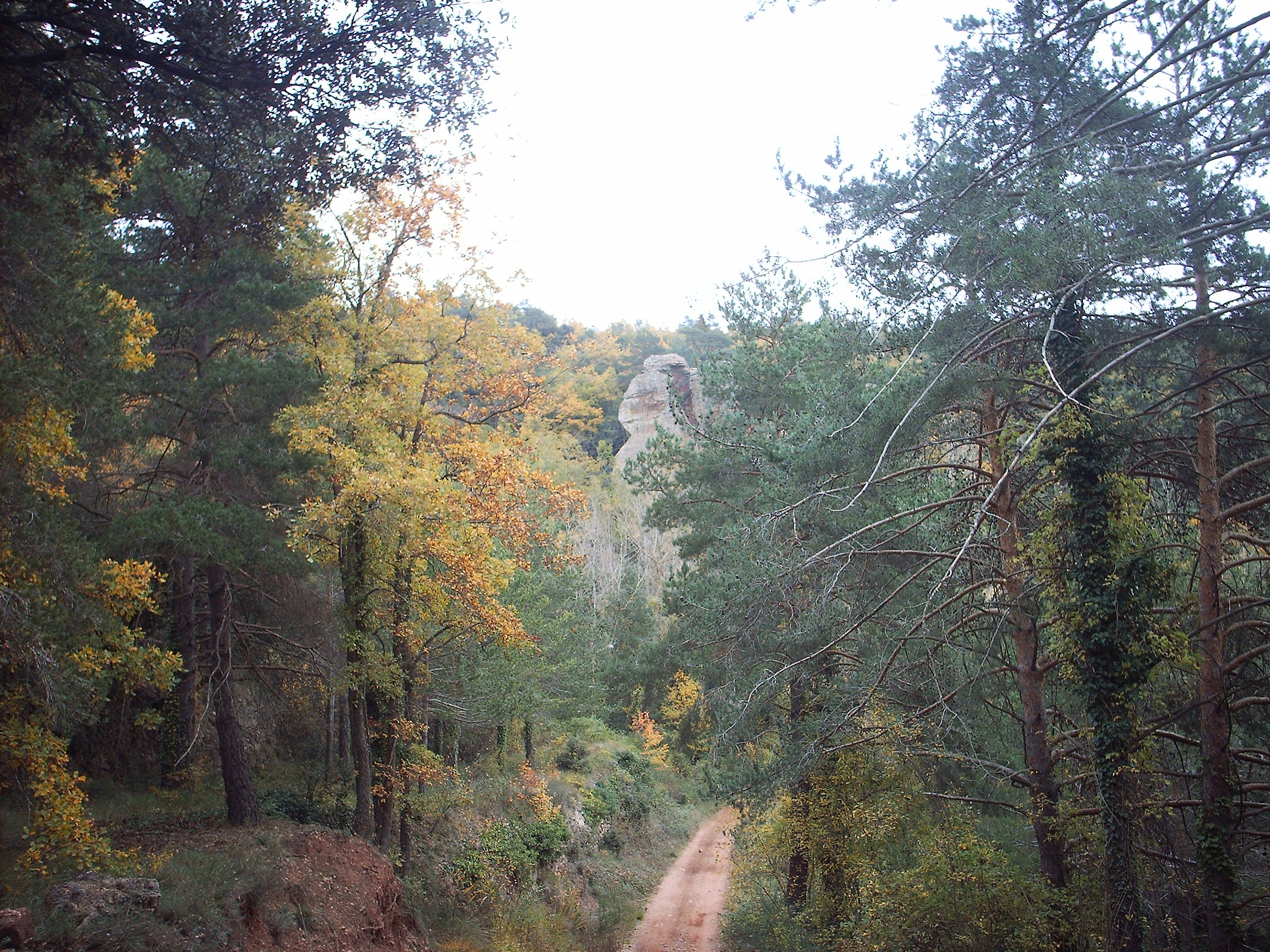
Ліс біля Капафонца